# Хубёль
Хубёль (норв. Hobøl) — коммуна в губернии Эстфолл в Норвегии. Административный центр коммуны — город Эльвестад. Официальный язык коммуны — нейтральный. Население коммуны на 2007 год составляло 4622 чел. Площадь коммуны Хубёль — 140,39 км², код-идентификатор — 0138.

## История населения коммуны
Население коммуны за последние 60 лет.

Статистика коммуны Хубёль